# Râul Mutu
Râul Mutu este un râu din România, afluent al râului Câlniștea. 